# 25465 Rajagopalan
25465 Rajagopalan è un asteroide della fascia principale. Scoperto nel 1999, presenta un'orbita caratterizzata da un semiasse maggiore pari a 2,3264404 UA e da un'eccentricità di 0,1109913, inclinata di 4,55699° rispetto all'eclittica.